# 藤女子短期大学
藤女子短期大学（日语：／ Fuji Joshi Tanki Daigaku *），简称藤短大（ふじたんだい），是过去一所位于日本北海道札幌市北区的私立短期大学。

## 概要

### 简介
- 学校最早可以追溯到1925年[1][2]。短期大学为于1950年开办[2]、由学校法人藤学园经营、来源于德国人传教士创立的学校、由于教育的基础是天主教。招生到1999年[3]、停办于2001年。

### 历史
- 1950年 藤女子短期大学成立并同时设置三个学科、以下列举[2]。
  - 日文科
  - 英文科
  - 家政科
- 1955年 保育科成立[2]。
- 1960年 业余课程家政专修成立（但招生到于1991年、停办于1992年）[2]。
- 1976年 家政科分离为两个专攻、以下列举[3]。
  - 家政专攻（改编为生活学科于1994年）
  - 食物营养专攻（以后招生到于1991年、停办于1993年）
- 1999年 招生最后、次年停止招生（正式停办于2001年7月30日[3]）[2]。

### 宪章
- 请参看藤女子短期大学的标志 （日語） 2014年3月15日阅览。

## 学校环境
- 校区：在了北海道札幌市北区[注 1]

## 组织

### 学科
- 日文科
- 英文科
- 生活学科
- 保育科

### 前学科
| - 家政科 - 家政专攻 - 食物营养专攻 |

### 专科
| - 没有 |

### 业余课程
| - 家政专修 |

## 知名校友

### 教育界
- 石川佐智子 - 教育家

### 文学界
- 乾ルカ - 小说家
- 田山朔美 - 小说家
- 寺田文惠 - 作者
- 藤堂志津子 - 小说家

### 演艺界
- 大橋純子 - 歌手
- 桑岛三幸 - 声优
- 田中裕子 - 女演员。中退

### 广播
- 青山夕香 - 原FM北海道播音员
- 今中麻贵 - 原札幌电视台播音员
- 北川久仁子 - 无线电演员
- 熊谷光纱 - 无线电演员
- 界菜穗子 - 自由播音员
- 高山幸代 - 札幌电视台播音员
- 渡边阳子 - 北海道放送播音员

### 其他
- 井上トキ子 - 肌力与体能训练讲师和协调者
- 井上以知子 - 网站设计师

## 相关链接
- 日本短期大学列表